# 6410 Fujiwara
A 6410 Fujiwara (ideiglenes jelöléssel 1992 WO4) a Naprendszer kisbolygóövében található aszteroida. Satoru Otomo fedezte fel 1992. november 29-én.